# Juan de Palafox y Mendoza

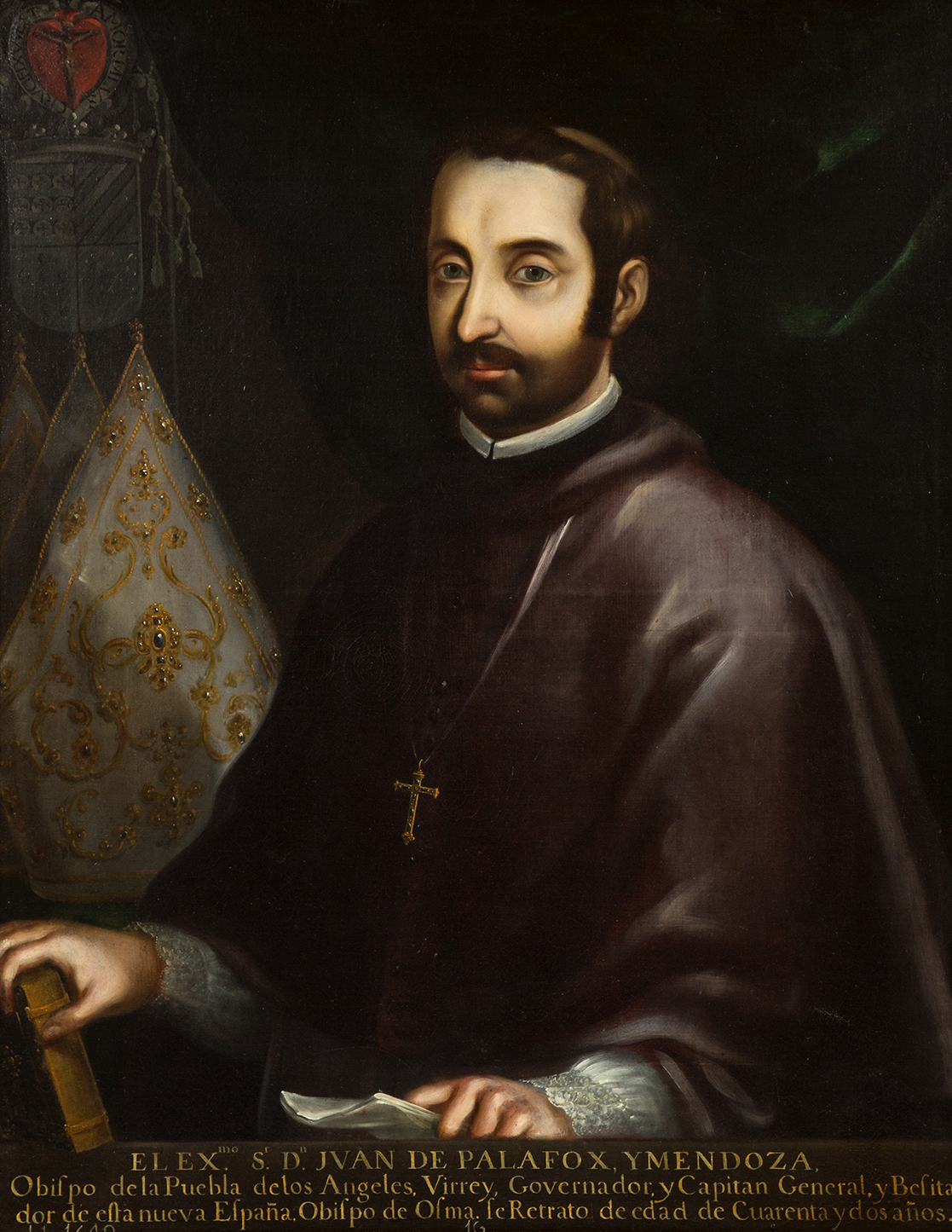
Bischof Juan de Palafox

Juan de Palafox y Mendoza (* 24. Juni 1600 in Fitero, Navarra, Spanien; † 1. Oktober 1659 in El Burgo de Osma-Ciudad de Osma, Kastilien-León, Spanien) war ein spanischer Bischof der römisch-katholischen Kirche, der vorübergehend als Vizekönig von Neuspanien amtierte.

## Leben

### Herkunft und Karriere in Europa
Palafox war der uneheliche Sohn von Jaime de Palafox; sein Vater war Marqués de Ariza. Juan wurde in seinen ersten Lebensjahren von einem Müllerspaar großgezogen und erst dann von seinem Vater anerkannt. Er studierte an der Universität Salamanca und wurde in den Indienrat berufen.
Juan wurde 1629 zum Priester geweiht. Er begleitete als Hofkaplan die Prinzessin Maria auf ihrem Weg zu ihrem österreichischen Verlobten – mitten durch die Kampfgebiete des Dreißigjährigen Krieges.
Am 3. Oktober 1639 wurde Palafox zum Bischof von Tlaxcala mit Sitz in Puebla im heutigen Mexiko berufen. Die Bischofsweihe spendete ihm der Erzbischof von Santiago de Compostela, Agustín Kardinal Spínola Basadone, am 27. Dezember desselben Jahres. Mitkonsekratoren waren der Bischof von Yucatán, Juan Alonso y Ocón, und der Bischof von Caracas, Mauro Diego de Tovar y Valle Maldonado OSB. Er traf 1640 in Puebla ein, gemeinsam mit dem Vizekönig Diego López de Pacheco Cabrera y Bobadilla, und wurde am 28. Juni in das Bischofsamt eingeführt. Im Auftrag des Königs hatte er als Visitador die Amtsführung der beiden Vorgänger im Amte des Vizekönigs zu untersuchen und zu bewerten.
Interimistisch hatte er von 1640 bis 1643 auch das Amt des Erzbischofs von Mexiko inne. Vor Ort geriet er schnell in Konflikt mit mehreren Ordensgemeinschaften, deren selbstständiges Wirken und Wirtschaften ihm missfielen.
Er untersagte alle Praktiken der Zwangsbekehrung der Einheimischen und verlangte, dass allein Überzeugung zur Taufe führen dürfe.

### Amtszeit als interimistischer Vizekönig von Neuspanien
Im Mai 1642 erhielt Juan Palafox geheime Befehle aus Madrid. Der Cousin des Vizekönigs war als Johann IV. zum König von Portugal gekrönt worden, und am spanischen Hofe warf man Diego López de Pacheco vor, heimlich gemeinsame Sache mit den Portugiesen zu machen. Unter dem Vorwurf der Untreue enthob Palafox den Vizekönig seines Amtes, ließ ihn verhaften und nach Spanien bringen. Dort konnte er in einem Gerichtsverfahren die Vorwürfe widerlegen und wurde rehabilitiert.
Palafox übernahm am 10. Juni 1642 interimistisch das Amt des Vizekönigs von Neuspanien, das er am 23. November an den ernannten Nachfolger García Sarmiento de Sotomayor übergab.
Seine kurze Amtszeit nutzte er vor allem, um den andauernden „Götzendienst“ der indigenen Bevölkerung zu unterbinden. Das hieß, er ließ zahlreiche präkolumbianische Heiligtümer, Statuen und Reliefs zerstören.
Im Jahre 1646 gründete er mit der Biblioteca Palafoxiana in der Stadt Puebla die erste Bibliothek auf dem amerikanischen Kontinent. Er forcierte den Weiterbau der Kathedrale von Puebla, die er zum Ende seiner Zeit in Mexiko weihte.

### Konflikt mit den Jesuiten
Ab 1647 geriet Palafox in Konflikt mit dem Jesuitenorden. Viele Freiheiten und Privilegien, die der Orden im 17. Jahrhundert in der Neuen Welt genoss, widersprachen seiner Vorstellung vom Gehorsam, die der bischöflichen Autorität zu leisten sei. Er wandte sich an Papst Innozenz X. um Hilfe, der ihm zwar Recht gab, aber außer einem Brief, in dem er die Jesuiten ermahnte, keine weiteren Maßnahmen zu seinen Gunsten übernahm.
Palafox intervenierte im Ritenstreit auch gegen die Jesuiten. Er erklärte, dass die Toleranz der Jesuiten gegenüber Chinesen, die zum Christentum konvertiert waren, aber noch immer die traditionellen Rituale zur Verehrung der Ahnen betrieben, Häresie gleichkomme. Der costa-ricanische Historiker Ricardo Martinez Esquivel argumentiert, dass, obwohl Palafox als Bischof die Rechtshoheit über einige chinesische Missionen hatte, seine Intervention hauptsächlich durch seine allgemeine Antipathie gegenüber den Jesuiten motiviert war.

### Rückkehr nach Europa
Im Mai 1649 kehrte Palafox nach Europa zurück. Es wird angenommen, dass die Jesuiten seine Versetzung in die kleine und wenig bedeutsame Diözese von Osma in Zentralspanien aktiv unterstützt haben. Im November 1653 übernahm er dieses Amt, in dem er 1659 starb.

## Literarisches Wirken
Seine gesammelten literarischen Werke – neben religiösen Themen schrieb er auch Lyrik und behandelte historische Themen – erschienen 1762 in Madrid in fünfzehn Bänden.

## Gescheiterte Kanonisierung und späte Seligsprechung
Auch nach seinem Tode blieb Palafox ein Zankapfel im Streit des spanischen Hofes mit den Jesuiten. Bereits 1694 setzte sich König Karl II. für eine Heiligsprechung von Juan Palafox ein – nicht zuletzt, weil dieser ihm als Vorbild im Kampf der
königstreuen Kleriker gegen die Jesuiten dienen sollte.
1726 begann unter Papst Benedikt XIII. der Prozess der Kanonisierung von Juan Palafox, der sich bis 1777 hinzog. Am Ende verschleppte Papst Pius VI. die Entscheidung – trotz mehrheitlicher Voten in den Kirchengremien, die zumindest für eine Seligsprechung eingetreten waren. Auch hier soll der Jesuitenorden seine Hand im Spiel gehabt haben.
Die Kanonisierungsbestrebungen lösten in Puebla 1744 einen Volksaufstand aus: Als Vizekönig Pedro Cebrián y Agustín dem örtlichen Bischof einen Besuch machte, wurden die Glocken der Stadt geläutet. Dies wurde von der Bevölkerung als Zeichen missverstanden, die Seligsprechung von Palafox sei erfolgreich gewesen. Als der Irrtum aufgeklärt war, geriet das Volk in Zorn, und es kam zu Ausschreitungen, die der Vizekönig mit militärischen Mitteln niederschlagen ließ.
Erst am 5. Juni 2011 sprach ihn Papst Benedikt XVI. selig.